# Indische taling
De Indische taling (Anas gibberifrons) is een vogel uit de familie Anatidae. De wetenschappelijke naam van de soort is voor het eerst geldig gepubliceerd in 1842 door Müller.

## Voorkomen
De soort komt  voor in Indonesië.

## Beschermingsstatus
De grootte van de populatie is in 2014 geschat op 10-100 duizend vogels. Op de Rode Lijst van de IUCN heeft de soort de status gevoelig.